# 가토 유마
가토 유마(일본어: 加藤 悠馬, 2001년 12월 15일~)는 일본의 축구 선수이다.

## 구단 경력
그는 2023년 J2리그의 이와키 FC에 입단했다.